# Богата (Бакау)
Богата (рум. Bogata) насеље је у Румунији у округу Бакау у општини Дофтеана. Oпштина се налази на надморској висини од 278 m.

## Становништво
Према подацима из 2002. године у насељу је живело 874 становника, од којих су сви румунске националности.